# Danh sách cầu thủ tham dự Cúp bóng đá Caribe 2012
Cúp bóng đá Caribe 2012 là một giải thi đấu bóng đá quốc tế tổ chức ở Antigua và Barbuda từ 7–16 tháng 12.

## Bảng A

### Antigua và Barbuda
Huấn luyện viên:  Rolston Williams
| 18 | TM | Molvin James            | 4 tháng 5, 1989   | 21 | 0  | Antigua Barracuda FC            |  |  |
| 21 | TM | Keita de Castro         | 23 tháng 5, 1981  | 13 | 0  | Antigua Barracuda FC            |  |  |
| 1  | TM | Brentton Muhammad       | 11 tháng 9, 1990  | 0  | 0  | Florida Institute of Technology |  |  |
|    |    |                         |                   |    |    |                                 |  |  |
| 17 | HV | George Dublin (Captain) | 11 tháng 2, 1977  | 59 | 4  | Antigua Barracuda FC            |  |  |
| 4  | HV | Karanja Mack            | 24 tháng 8, 1987  | 28 | 0  | Antigua Barracuda FC            |  |  |
| 20 | HV | Akeem Thomas            | 5 tháng 1, 1990   | 24 | 1  | Antigua Barracuda FC            |  |  |
| 5  | HV | Marvin McCoy            | 2 tháng 10, 1988  | 6  | 0  | Wycombe Wanderers               |  |  |
| 19 | HV | Luke Blakely            | 13 tháng 7, 1988  | 6  | 0  | Antigua Barracuda FC            |  |  |
| 3  | HV | Zaine Francis-Angol     | 30 tháng 6, 1993  | 4  | 0  | Motherwell                      |  |  |
| 22 | HV | Hazeley Pyle            | 7 tháng 10, 1993  | 1  | 0  | Antigua Barracuda FC            |  |  |
|    |    |                         |                   |    |    |                                 |  |  |
| 6  | TV | Mikele Leigertwood      | 12 tháng 11, 1982 | 11 | 1  | Reading                         |  |  |
| 14 | TV | Randolph Burton         | 14 tháng 1, 1987  | 37 | 12 | Antigua Barracuda FC            |  |  |
| 13 | TV | Tamarley Thomas         | 28 tháng 7, 1983  | 32 | 8  | Antigua Barracuda FC            |  |  |
| 11 | TV | Quinton Griffith        | 27 tháng 2, 1992  | 26 | 2  | Antigua Barracuda FC            |  |  |
| 15 | TV | Lawson Robinson         | 19 tháng 10, 1986 | 19 | 1  | Antigua Barracuda FC            |  |  |
| 10 | TV | Keiran Murtagh          | 29 tháng 10, 1988 | 10 | 1  | Macclesfield                    |  |  |
| 7  | TV | Kimoi Alexander         | 13 tháng 11, 1985 | 9  | 1  | Antigua Barracuda FC            |  |  |
|    |    |                         |                   |    |    |                                 |  |  |
| 16 | TĐ | Peter Byers             | 20 tháng 10, 1984 | 48 | 33 | Antigua Barracuda FC            |  |  |
| 9  | TĐ | Stefan Smith            | 11 tháng 8, 1989  | 11 | 0  | Antigua Barracuda FC            |  |  |
| 23 | TĐ | Dexter Blackstock       | 20 tháng 5, 1986  | 4  | 1  | Nottingham Forrest              |  |  |
| 12 | TĐ | Moses Ashikodi          | 27 tháng 6, 1987  | 2  | 0  | Ebbsfleet United                |  |  |
| 8  | TĐ | Elvis Thomas            | 2 tháng 6, 1994   | 3  | 0  | Antigua Barracuda FC            |  |  |

### Cộng hòa Dominica
Huấn luyện viên:  Clemente Hernández
| Số | Vt | Cầu thủ              | Ngày sinh (tuổi)            | Số trận | Câu lạc bộ            |
| -- | -- | -------------------- | --------------------------- | ------- | --------------------- |
|    | TM | Miguel Lloyd         | 23 tháng 10, 1983 (29 tuổi) |         | Árabe Unido           |
|    | TM | Wellington Agramonte | 12 tháng 2, 1989 (23 tuổi)  |         | Deportivo Pantoja     |
|    | HV | Eduardo Acevedo Cruz | 10 tháng 12, 1985 (26 tuổi) |         | Rudar Prijedor        |
|    | HV | César García         | 13 tháng 3, 1993 (19 tuổi)  |         | Puerto Rico Islanders |
|    | HV | Hansley Martinez     | 3 tháng 3, 1991 (21 tuổi)   |         |                       |
|    | HV | César Ledesma        | 4 tháng 6, 1990 (22 tuổi)   |         | Biel-Bienne           |
|    | HV | Carlos Martinez      | 4 tháng 2, 1994 (18 tuổi)   |         | FC Barcelona          |
|    | TV | Heinz Barmettler     | 21 tháng 6, 1987 (25 tuổi)  |         | FC Vaduz              |
|    | TV | Rafael Flores        | 24 tháng 4, 1991 (21 tuổi)  |         | Tempête               |
|    | TV | Kerbi Rodriguez      | 1 tháng 6, 1989 (23 tuổi)   |         | Modriča               |
|    | TV | Jimmy Reyes          |                             |         |                       |
|    | TV | Manuel Perez         | 22 tháng 1, 1980 (32 tuổi)  |         |                       |
|    | TV | Pedro Antonio Núñez  | 5 tháng 9, 1989 (23 tuổi)   |         |                       |
|    | TV | Johan Cruz           | 8 tháng 10, 1987 (25 tuổi)  |         |                       |
|    | TV | Jose Ruiz            |                             |         |                       |
|    | TĐ | Jonathan Faña Frias  | 11 tháng 4, 1987 (25 tuổi)  |         | Puerto Rico Islanders |
|    | TĐ | Javier Santana       | 16 tháng 10, 1988 (24 tuổi) |         | FC Tuggen             |
|    | TĐ | Domingo Peralta      | 28 tháng 7, 1986 (26 tuổi)  |         |                       |
|    | TĐ | Solangel Miliano     |                             |         |                       |

### Martinique
Huấn luyện viên:  Patrick Cavelan
| Số | Vt | Cầu thủ             | Ngày sinh (tuổi)            | Số trận | Câu lạc bộ            |
| -- | -- | ------------------- | --------------------------- | ------- | --------------------- |
|    | TM | Kévin Olimpa        | 10 tháng 3, 1988 (24 tuổi)  |         | Girondins de Bordeaux |
|    | TM | Emmanuel Vermignon  | 20 tháng 1, 1989 (23 tuổi)  |         | Club Colonial         |
|    | TM | Loïc Chauvet        | 30 tháng 4, 1988 (24 tuổi)  |         | Golden Star           |
|    | HV | Jordy Delem         | 18 tháng 3, 1993 (19 tuổi)  |         | Club Franciscain      |
|    | HV | Stanley Anglio      |                             |         | RC Rivière-Pilote     |
|    | HV | William Séry        | 20 tháng 3, 1986 (26 tuổi)  |         | Raon L'Etape          |
|    | HV | Sébastien Crétinoir | 12 tháng 2, 1986 (26 tuổi)  |         | Club Colonial         |
|    | HV | Jacky Berdix        | 29 tháng 8, 1979 (33 tuổi)  |         | Golden Star           |
|    | HV | Romain Bannais      | 18 tháng 10, 1985 (27 tuổi) |         | Club Franciscain      |
|    | HV | Nicolas Zaïre       | 27 tháng 6, 1985 (27 tuổi)  |         | RC Rivière-Pilote     |
|    | HV | Gaël Germany        | 10 tháng 5, 1983 (29 tuổi)  |         | Arles-Avignon         |
|    | TV | Fabrice Reuperné    | 18 tháng 9, 1975 (37 tuổi)  |         | Golden Star           |
|    | TV | Stéphane Abaul      | 23 tháng 11, 1991 (21 tuổi) |         | Club Franciscain      |
|    | TV | Daniel Hérelle      | 17 tháng 10, 1988 (24 tuổi) |         | Club Colonial         |
|    | TV | Nicolas Mirza       |                             |         | Quevilly              |
|    | TV | Lionel Ravi         | 18 tháng 11, 1985 (27 tuổi) |         | Club Franciscain      |
|    | TĐ | Kévin Parsemain     | 13 tháng 2, 1988 (24 tuổi)  |         | RC Rivière-Pilote     |
|    | TĐ | Steeve Gustan       | 26 tháng 1, 1985 (27 tuổi)  |         | CS Bélimois           |
|    | TĐ | Djenhaël Maingé     |                             |         | Club Franciscain      |
|    | TĐ | Anthony Angély      |                             |         | Essor Prêchotain      |
|    | TĐ | Josué Joseph-Rose   |                             |         | Essor Prêchotain      |
|    | TĐ | Frédéric Piquionne  | 8 tháng 12, 1978 (33 tuổi)  |         | West Ham              |
|    | TĐ | Steven Lécéfel      |                             |         | Rhyl                  |

### Trinidad và Tobago
Huấn luyện viên:  Hutson Charles
| Số | VT | Cầu thủ              | Ngày sinh (tuổi)  | Trận | Bàn | Câu lạc bộ             |
| -- | -- | -------------------- | ----------------- | ---- | --- | ---------------------- |
| 1  | TM | Jan-Michael Williams | 26 tháng 10, 1984 | 43   | 0   | W Connection           |
| 21 | TM | Marvin Phillip       | 1 tháng 8, 1984   | 39   | 0   | Central FC             |
|    |    |                      |                   |      |     |                        |
| 2  | HV | Aubrey David         | 11 tháng 10, 1990 | 3    | 1   | Caledonia AIA          |
| 4  | HV | Curtis Gonzales      | 26 tháng 1, 1989  | 5    | 0   | Defence Force          |
| 5  | HV | Carlyle Mitchell     | 8 tháng 8, 1987   | 10   | 0   | Vancouver Whitecaps FC |
| 6  | HV | Kareem Moses         | 11 tháng 2, 1990  | 4    | 0   | North East Stars       |
| 17 | HV | Daneil Cyrus         | 15 tháng 12, 1990 | 18   | 0   | W Connection           |
| 20 | HV | Seon Power           | 2 tháng 2, 1984   | 35   | 2   | North East Stars       |
|    |    |                      |                   |      |     |                        |
| 3  | TV | Joevin Jones         | 3 tháng 8, 1991   | 19   | 0   | W Connection           |
| 7  | TV | Hughtun Hector       | 16 tháng 10, 1984 | 25   | 7   | Sông Lam Nghệ An       |
| 8  | TV | Ataullah Guerra      | 14 tháng 10, 1987 | 14   | 2   | Caledonia AIA          |
| 10 | TV | Kevin Molino         | 17 tháng 6, 1990  | 10   | 2   | Orlando City           |
| 11 | TV | Kevon Carter         | 14 tháng 10, 1983 | 19   | 4   | Defence Force          |
| 12 | TV | Lester Peltier       | 13 tháng 9, 1988  | 16   | 5   | Slovan Bratislava      |
| 16 | TV | Keyon Edwards        | 29 tháng 12, 1983 | 3    | 0   | Caledonia AIA          |
| 18 | TV | Densill Theobald     | 27 tháng 6, 1982  | 83   | 2   | Caledonia AIA          |
|    |    |                      |                   |      |     |                        |
| 9  | TĐ | Devorn Jorsling      | 27 tháng 12, 1983 | 32   | 17  | Defence Force          |
| 13 | TĐ | Richard Roy          | 10 tháng 10, 1987 | 7    | 1   | Defence Force          |
| 14 | TĐ | Willis Plaza         | 3 tháng 8, 1987   | 5    | 4   | Sông Lam Nghệ An       |
| 15 | TĐ | Jamal Gay            | 9 tháng 2, 1989   | 13   | 8   | Caledonia AIA          |

## Bảng B

### Cuba
Huấn luyện viên:  Chandler González
| Số | Vt | Cầu thủ             | Ngày sinh (tuổi)            | Số trận | Câu lạc bộ          |
| -- | -- | ------------------- | --------------------------- | ------- | ------------------- |
| 1  | TM | Odelin Molina       | 4 tháng 8, 1974 (38 tuổi)   |         | FC Villa Clara      |
| 2  | HV | Jorge Luis Clavelo  | 8 tháng 8, 1982 (30 tuổi)   |         | FC Villa Clara      |
| 3  | HV | Carlos Francisco    | 22 tháng 5, 1990 (22 tuổi)  |         | Santiago de Cuba    |
| 4  | TĐ | Jorge Luis Corrales | 20 tháng 5, 1991 (21 tuổi)  |         | FC Pinar del Río    |
| 5  | TV | Marcel Hernandez    | 11 tháng 6, 1989 (23 tuổi)  |         | Ciudad de La Habana |
| 6  | TV | Jaime Colomé        | 30 tháng 6, 1979 (33 tuổi)  |         | Ciudad de La Habana |
| 7  | TV | Aliannis Urgellés   | 25 tháng 6, 1985 (27 tuổi)  |         | FC Guantánamo       |
| 8  | TV | Alberto Gómez       | 12 tháng 2, 1988 (24 tuổi)  |         | FC Guantánamo       |
| 9  | HV | Renay Malblanche    | 8 tháng 8, 1991 (21 tuổi)   |         | FC Holguín          |
| 10 | TĐ | Ariel Martínez      | 9 tháng 5, 1986 (26 tuổi)   |         | Sancti Spíritus     |
| 11 | TĐ | Yaudel Lahera       | 9 tháng 2, 1991 (21 tuổi)   |         | Ciudad de La Habana |
| 15 | TĐ | Alexei Zuaznabar    | 25 tháng 4, 1985 (27 tuổi)  |         | Cienfuegos          |
| 13 | TĐ | Adonis Ramos        | 28 tháng 6, 1985 (27 tuổi)  |         | Granma              |
| 14 | HV | Adrián Diz          | 4 tháng 3, 1994 (18 tuổi)   |         | Ciudad de La Habana |
| 12 | HV | José Macías         | 10 tháng 5, 1991 (21 tuổi)  |         | Ciudad de La Habana |
| 16 | TM | Julio Ramos         | 10 tháng 1, 1990 (22 tuổi)  |         | Las Tunas           |
| 17 | HV | Roberto Linares     | 10 tháng 2, 1986 (26 tuổi)  |         | Villa Clara         |
| 18 | HV | Yoel Colomé         | 15 tháng 10, 1982 (30 tuổi) |         | Ciudad de La Habana |

### Guyane thuộc Pháp
Huấn luyện viên:  François Louis-Marie
| Số | Vt | Cầu thủ                 | Ngày sinh (tuổi)            | Số trận | Câu lạc bộ |
| -- | -- | ----------------------- | --------------------------- | ------- | ---------- |
|    |    | Laurent Petchy          |                             |         |            |
|    |    | Gary Marigard           |                             |         |            |
|    |    | Samuel Sophie           |                             |         |            |
|    |    | Marvin Torvic           |                             |         |            |
|    |    | Marc Edwige             |                             |         |            |
|    |    | Serge Lespérance        |                             |         |            |
|    |    | Albert Ajaiso           |                             |         |            |
|    |    | Rhudy Evens             |                             |         |            |
|    |    | Lesly Malouda           | 16 tháng 11, 1983 (29 tuổi) |         | Dijon FC   |
|    |    | Gary Pigrée             |                             |         |            |
|    |    | Jean-Claude Darcheville |                             |         |            |
|    |    | Marc-Frédéric Habran    |                             |         |            |
|    |    | Stanley Ridel           |                             |         |            |

### Haiti
Huấn luyện viên:  Israel Blake Cantero
| Số | Vt | Cầu thủ               | Ngày sinh (tuổi) | Số trận | Câu lạc bộ |
| -- | -- | --------------------- | ---------------- | ------- | ---------- |
| 1  | TM | Frandy Montrevil      |                  |         |            |
| 3  | HV | Mechak Jerome         |                  |         |            |
| 15 | TV | Peter Germain         |                  |         |            |
| 8  | HV | Judelin Aveska        |                  |         |            |
| 4  | HV | Olrish Saurel         |                  |         |            |
| 6  | TV | Vaniel Sirin          |                  |         |            |
| 2  | HV | Jean Sony             |                  |         |            |
| 13 | TV | Monuma Constant       |                  |         |            |
| 23 | TV | Pascal Milien         |                  |         |            |
| 9  | TĐ | Leonel Saint-Preux    |                  |         |            |
| 10 | TĐ | Peguero Jean Philippe |                  |         |            |
| 12 | HV | Frantz Bertin         |                  |         |            |
| 19 | TĐ | Fritznel Louis        |                  |         |            |
| 17 | TV | Wiselet Saint-Louis   |                  |         |            |
| 16 | HV | Jean Garry Rubin      |                  |         |            |
| 14 | TV | Jean Marc Alexandre   |                  |         |            |
| 7  | TĐ | Brunel Fucien         |                  |         |            |
| 18 | TM | Johny Placide         |                  |         |            |
| 21 | TM | Peterson Occénat      |                  |         |            |

### Jamaica
Huấn luyện viên:  Theodore Whitmore

| Số | VT | Cầu thủ                   | Ngày sinh (tuổi)  | Trận | Bàn | Câu lạc bộ          |
| -- | -- | ------------------------- | ----------------- | ---- | --- | ------------------- |
| 13 | TM | Dwayne Miller             | 14 tháng 7, 1987  | 27   | 0   | Syrianska           |
| 21 | TM | Jacomeno Barrett          | 3 tháng 12, 1984  | 3    | 0   | Montego Bay United  |
| -  | TM | Duwayne Kerr              | 16 tháng 1, 1987  | 6    | 0   | Strømmen            |
|    |    |                           |                   |      |     |                     |
| 6  | HV | Lovel Palmer              | 30 tháng 8, 1984  | 24   | 0   | Portland Timbers    |
| -  | HV | Xavean Virgo              | 25 tháng 10, 1985 | 16   | 1   | Boys' Town          |
| 22 | HV | Shavar Thomas             | 29 tháng 1, 1981  | 43   | 0   | Montreal Impact     |
| 3  | HV | Dicoy Williams            | 7 tháng 10, 1986  | 9    | 0   | Toronto FC          |
| -  | HV | Montrose Phinn            | 25 tháng 11, 1987 | 2    | 0   | Harbour View        |
| -  | HV | Alvas Powell              | 18 tháng 7, 1994  | 0    | 0   | Portmore United     |
|    |    |                           |                   |      |     |                     |
| 16 | TV | Demar Phillips            | 23 tháng 9, 1983  | 45   | 8   | Aalesund            |
| 20 | TV | Andre Campbell            | 14 tháng 4, 1989  | 5    | 0   | Waterhouse          |
| 23 | TV | Ewan Grandison            | 28 tháng 1, 1991  | 2    | 0   | Portmore United     |
| 7  | TV | Jason Morrison            | 7 tháng 6, 1984   | 28   | 1   | Aalesund            |
| -  | TV | Rohan Reid                | 11 tháng 3, 1981  | 2    | 0   | Arnett Gardens      |
| 16 | TV | Jermaine Hue              | 15 tháng 6, 1978  | 36   | 12  | Harbour View        |
| -  | TV | Keammar Daley             | 18 tháng 2, 1988  | 21   | 2   | Preston North End   |
| -  | TV | Ricardo Gardner           | 25 tháng 9, 1978  | 109  | 9   | Bolton Wanderers    |
| -  | TV | Lamar Nelson              | 19 tháng 8, 1991  | 0    | 1   | Arnett Gardens F.C. |
|    |    |                           |                   |      |     |                     |
| 9  | TĐ | Ryan Johnson              | 26 tháng 11, 1984 | 21   | 8   | Toronto FC          |
| 10 | TĐ | Omar Cummings             | 13 tháng 7, 1982  | 30   | 7   | Colorado Rapids     |
| -  | TĐ | Tremaine Stewart          | 5 tháng 1, 1988   | 6    | 1   | Aalesund            |
| -  | TĐ | Darren Mattocks           | 2 tháng 9, 1990   | 2    | 0   | Vancouver Whitecaps |
| -  | TĐ | Jermaine 'Tuffy' Anderson | 22 tháng 2, 1979  | 0    | 0   | Waterhouse          |